# Arthur Levysohn

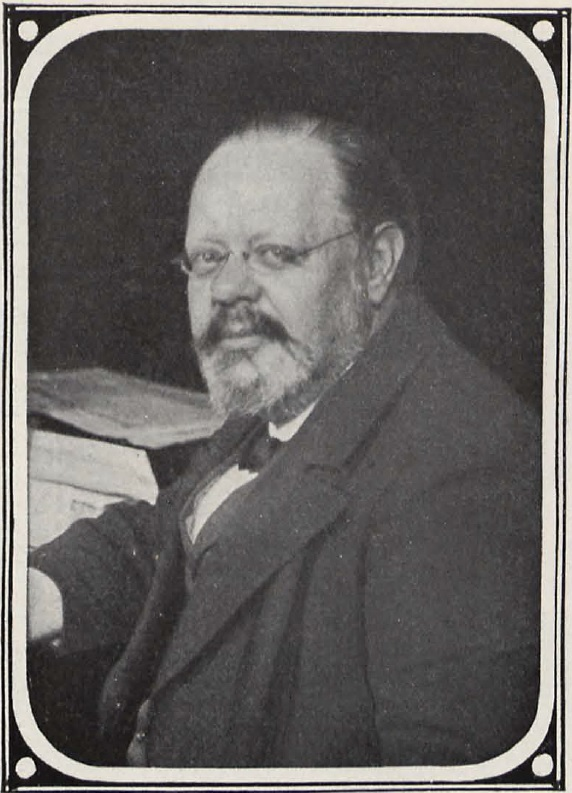
Arthur Levysohn, 1905.

Arthur Willibald Levysohn (* 23. März 1841 in Grünberg in Schlesien, Königreich Preußen; † 11. April 1908 in Meran, Grafschaft Tirol, Österreich-Ungarn) war ein bekannter Journalist. Er war langjähriger Chefredakteur des Berliner Tageblatts.

## Leben und Wirken

### Herkunft
Arthur Levysohn stammte aus angesehenen jüdischen Kaufmannsfamilien in Glogau in Schlesien. Sein Vater Wilhelm Levysohn war Buchhändler, Zeitschriftenherausgeber und Abgeordneter der Frankfurter Nationalversammlung 1848/49.

### Journalistische Tätigkeiten in Wien und Paris
Arthur Levysohn begann seine journalistische Tätigkeit in Wien als Auslandskorrespondent für die Kölnische Zeitung.
1865 wechselte er für diese nach Paris.
1870 leitete er für kurze Zeit den „Moniteur de Versailles“.
Danach wurde er   außenpolitischer Ressortleiter des „Neuen Wiener Tagblatt“. 1876 wurde er wegen der „destruktiven Tendenz“ seiner Artikel aus Österreich ausgewiesen, nach   Auseinandersetzungen mit dem  Grafen Eduard Taaffe.

### Tätigkeit für das "Berliner Tageblatt"
1876 holte ihn Rudolf Mosse an das Berliner Tageblatt. Dort war er zunächst Ressortleiter für Außenpolitik. 1881 wurde er Chefredakteur und  leitete zugleich das Deutsche Montagsblatt.
Er führte unter anderem die Übersichtsartikel der "Politische Wochenschau" ein.

Arthur Levysohn entwickelte das Berliner Tageblatt   von einem ursprünglich reinen Annoncenblatt zu einer der wichtigsten Tageszeitungen im Deutschen Reich. 
Er förderte viele junge Schriftsteller und Publizisten wie Theodor Herzl, Fritz Mauthner, Hermann Sudermann, Walther Gotheil und Julius Stinde und verstand es, einige an die Zeitung zu binden. 
Arthur Levysohn erwarb sich ein hohes Ansehen in der Öffentlichkeit und bei seinen Mitarbeitern durch seine warmherzige (schlesische) Art und seine vielen konstruktiven Ideen.
Er scheute auch nicht vor Konflikten zurück, was ihm in jungen Jahren eine Ausweisung in Österreich und 99 Tage Gefängnisstrafe in Preußen wegen Bedrohung Bismarcks 1882 eingebracht hatte.
1906 trat Arthur Levysohn krankheitsbedingt nach 25 Jahren in den Ruhestand. Sein Nachfolger wurde Theodor Wolff. 1908 starb er bei einem Kuraufenthalt in Meran in Südtirol.
Arthur Levysohn unterhielt eine umfangreiche Korrespondenz mit vielen Publizisten, wie mit Bertha von Suttner.

## Publikationen
Monographien
- Jüngstdeutsche Lyrik und ihre hervorragendsten Charaktere. Randzeichnungen zur Literaturgeschichte. W. Levysohn, Grünberg 1865 OCLC 49810983

Herausgeber
- Aus einer Kaiserzeit. Französische Erinnerungen eines Journalisten. Arthur Levysohn. Grünberg i. Schlesien 1878 OCLC 457363972

Artikel
- H. Beta's "Deutsche Früchte aus England. In: Magazin für die Literatur des Auslandes vom 17. Juni 1865, S. 347–348
- Die Pariser Journale und Pariser Sommerbälle. In: Julius Rodenberg (Hrsg.):  Paris bei Sonnenschein und Lampenlicht. Ein Skizzenbuch zur Weltausstellung. 2. Auflage F. A. Brockhaus, Leipzig 1867 S. 174–202 und S. 275–287

- Erckmann-Chatrian, das Elsasser Dichterpaar, in Europa, Nr. 39, 1877; Seite 1224–1230 OCLC 255333131

- Kaiser Wilhelm der Siegreiche. Ein Gedenkblatt. Separat-Abdruck aus dem Berliner Tageblatt Abend-Ausgabe vom 9. März 1888, Nr. 128. Mosse, Berlin 1888 OCLC 457363972
- Geschichtliche Rückschau. In: Fünfundzwanzig Jahre Deutscher Zeitgeschichte - 1872-1897. Jubiläums-Schrift. Hrsg. v. d. Redaktion des Berliner Tageblatts, Rudolf Mosse, Berlin 1897, S. 1–14
- Jubiläumsgedanken. In: ebenda, s. 190–194